# Clas Pehrsson
Clas Reinhold Herman Pehrsson, född 26 mars 1942, död 25 maj 2025 Västerleds distrikt i Stockholm, var en svensk musiker och professor i blockflöjtsspel. 
Clas Pehrsson hade en omfattande internationell verksamhet som blockflöjtssolist och kammarmusiker och samarbetade med bland andra Drottningholms Barockensemble i i många länder i Europa och Asien samt i USA och Australien. Som solist eller musikalisk ledare medverkade han med över 30 skivinspelningar, i huvudsak på skivmärket BIS. Han hade även viss verksamhet som violinist, altviolinist och dirigent. Åren 1990–1992 var han konstnärlig ledare vid Vadstena-Akademien.
Clas Pehrsson blev 1965 huvudlärare i blockflöjt vid Kungliga Musikhögskolan (KMH) och befordrades där till professor 2000. Fram till 2003 ledde han som prefekt den vid KMH 1994 inrättade institutionen Collegium Musicum med huvudansvar för utbildningen i uppförandepraxis och tidig musik. Tidvis hade han även åtskilliga andra uppdrag på KMH, såsom utbildningsledare, ordförande i flera nämnder (som KU-nämnden och Lärarförslagsnämnden), internationaliseringsansvarig, prorektor samt ställföreträdande rektor.
Clas Pehrsson representerade KMH i dess medverkan i två av Vetenskapsrådet 2001 inrättade forskarskolor: Estetiska lärprocesser med huvudman dåvarande Lärarhögskolan i Stockholm samt Advanced Programme in Reflective Practices med huvudman Kungl. Tekniska Högskolan (KTH), där man utvecklade forskning i gränslandet mellan vetenskap och konst. Under åren 2004–2009 innehade han särskilt uppdrag att på KMH utveckla konstnärlig forskning och forskarutbildning. Han gick i pension som professor emeritus våren 2009 och avslutade efter våren 2012 sin verksamhet på KMH.
Clas Pehrsson invaldes 2001 som ledamot av Kungl. Musikaliska Akademien (KMA), där han under flera år arbetade i Kammarmusiknämnden, Stipendienämnden samt i Forsknings- och publikationsnämnden (numera två åtskilda nämnder). År 2014 tilldelades han akademiens främsta utmärkelse: Medaljen för Tonkonstens Främjande.
Clas Pehrsson hade i övrigt en omfattande verksamhet som föreläsare, exempelvis vid ledarskapskurser inom Combitech AB, IKEA och Vattenfall AB, samt som handledare i forskarutbildning vid flera lärosäten. På senare år arbetade han huvudsakligen som författare och översättare från tyska till svenska.

## Priser och utmärkelser
- 2001 – Ledamot nr 942 av Kungliga Musikaliska Akademien
- 2014 – Medaljen för tonkonstens främjande [4]